# Siarczan protaminy
Siarczan protaminy – wielkocząsteczkowy organiczny związek chemiczny, sól zasadowego białka protaminy i kwasu siarkowego. Jest stosowany w medycynie do neutralizacji heparyny w przypadku wystąpienia krwawienia po jej podaniu. Jest w pełni skuteczny wobec heparyn niefrakcjonowanych; 1 mg neutralizuje 100–1000 jednostek heparyny. Zalecany jest także przy krwawieniach po podaniu heparyn drobnocząsteczkowych, np. enoksaparyny, jednak jego skuteczność jest wówczas jedynie częściowa.
Mechanizm neutralizacji opiera się na tworzeniu kompleksów pomiędzy przeciwnie naładowanymi polimerami. Powstające kompleksy ulegają agregacji, a uwięziona w nich heparyna przestaje być aktywna. Agregaty są strukturami o wielkości rzędu kilku mikrometrów.